# Quirogalèids
Els quirogalèids (Cheirogaleidae) són una família de primats estrepsirrins. Com tots els lèmurs, els quirogalèids viuen únicament a l'illa de Madagascar. Es tracta de l'única família de la superfamília dels quirogaleoïdeus.